# Равнина на Хуайхъ
Равнината на река Хуайхъ (Хуайхъска равнина) (на китайски: 江淮; на пинин: Jiānghuái) e равнина в Източен Китай, в провинции Анхуей, Дзянсу и Хънан, явяваща се южно продължение на разположената на север обширна Голяма китайска равнина. Разположена е в басейна на средното и долно течение на река Хуайхъ, между хребета Дабешан (крайно източно разклонение на планината Цинлин) на запад и Жълто море на изток, а на юг постепенно прелива в Равнината на река Яндзъ (Дзянханска равнина). Изградена е предимно от речни наноси. В източната ѝ част се намират големите езера Хундзеху, Гаоюху и др. През вековете са изградени многочислени иригационни съоръжения (водохранилища, канали, водозащитни диги и др.). В източната част се пресича от Великия китайски канал. На север се отглежда пшеница, а на юг – ориз върху напоявани земи, заемащи площ около 5 млн. ха. Хуайхъската равнина е много гъсто населена, като най-големите градове са Сюйджоу, Хуайнан, Бънбу, Циндзян и много други.